# Reserva de la Biósfera Pantanos de Centla
Reserva de la Biósfera Pantanos de Centla är ett biosfärområde i Mexiko. Det ligger i delstaten Tabasco, i den sydöstra delen av landet, 700 km öster om huvudstaden Mexico City.